# FC 베스트셸란
FC 베스트셸란(FC Vestsjælland)은 덴마크 셸란섬 서부 슬라겔세를 연고지로 하는 축구 클럽이다. 2008년에 창단하였다.

## 역대 감독
| 감독        | 임기        |
| ----------- | ----------- |
| 미카엘 한센 | 2014 ~ 2015 |